# Ulrike Barthruff
Ulrike Barthruff-Jeck (* 26. September 1953 in Stuttgart; † 18. Januar 2024 ebenda) war eine deutsche Schauspielerin und Hörspielsprecherin.

## Leben
Boy Gobert, Peter Striebeck und Wolf-Dietrich Sprenger waren ihre Lehrer, als Ulrike Barthruff von 1972 und 1975 ihre schauspielerische Ausbildung an der Hochschule für Musik und Theater Hamburg absolvierte. Ihre Bühnenlaufbahn führte sie an Theater in Bremen, Essen, Esslingen, Freiburg, Heidelberg, Ingolstadt, Recklinghausen und Ulm, sie gastierte ferner am Hamburger Thalia Theater sowie in Stuttgart am Theater der Altstadt, an den Schauspielbühnen und dem Studio Theater. Sie war neben vielen anderen Rollen die Claire Zachanassian in Dürrenmatts Der Besuch der alten Dame, die Bernarda in Bernarda Albas Haus von Federico García Lorca, spielte in Tennessee Williams’ Glasmenagerie oder in Georg Büchners Komödie Leonce und Lena. Ferner war sie in der One-Woman-Comedy Oifach abheba! zu sehen.
1975 gab Ulrike Barthruff in einer Folge von Tadellöser & Wolff ihr Debüt vor der Kamera. Es folgten sporadisch weitere Arbeiten, so unter anderem in verschiedenen Tatort-Episoden. Einen großen Bekanntheitsgrad erlangte sie durch ihre Hauptrolle in der vom SWR produzierten 12-teiligen Mundartserie Laible und Frisch.
Daneben war Ulrike Barthruff umfangreich als Hörspielsprecherin tätig und wirkte seit Ende der 1980er Jahre in zahlreichen Produktionen des SDR und späteren SWR mit, häufig auch in Mundarthörspielen.
Am 18. Januar 2024 verstarb Barthruff nach schwerer Krankheit.

## Filmografie (Auswahl)
- 1975: Tadellöser & Wolff (Episode #1.1)
- 1986: Die Reise
- 1988: Oh Gott, Herr Pfarrer – Wo du hingehst, will ich auch hingehen
- 1999: Tatort – Bienzle und der Zuckerbäcker
- 2003: Nachts, wenn der Tag beginnt
- 2005: In Sachen Kaminski
- 2006: Tatort – Bienzle und der Tod in der Markthalle
- 2008: Vom Atmen unter Wasser
- 2009–2010: Laible und Frisch
- 2010: Vom Ende der Liebe
- 2013: Die Kirche bleibt im Dorf – Ludwig
- 2014: In gefährlicher Nähe
- 2014: Tatort – Zirkuskind
- 2014: Ohne dich
- 2014: Laible und Frisch: Bühnenreif
- 2015: Helen Dorn – Der Pakt (Fernsehreihe)

## Hörspiele (Auswahl)
- 1987:  Techtelmechtel – Regie: Hartmut Kirste
- 1987: Einstand – Regie: Raoul Wolfgang Schnell
- 1990: Bauchweh – Regie: Hartmut Kirste
- 1990: Aber ich will, will, will – Regie: Hartmut Kirste
- 1990: Goldgrund, Abgrund – Regie: Hartmut Kirste
- 1991: Kalt wie Eis – Regie: Detlev Ihnken
- 1993: Klara im Regenwald – Regie: Hartmut Kirste
- 1993: Über Land – Regie: Helga Siegle
- 1994: Die Heimsuchung – Regie: Karin Fischer
- 1994: Der Hilfssheriff – Regie: Helga Siegle
- 1995: Der Crash von Neuhofen – Regie: Karin Fischer
- 2001: B’sondere Ei’sätz – Regie: Helga Siegle
- 2002: Ego-Event: Stell dich nicht an – stell dich aus! – Regie: Helga Siegle
- 2003: S Gschenk vo da weisa Morgaländer – Regie: Günter Maurer
- 2003: Das schwarz-rot-goldige Mariele oder Die Umleitung – Regie: Helga Siegle
- 2003: A Kloed fürs Grab – Regie: Günter Maurer
- 2004: Die Disko-Kelter – Regie: Günter Maurer
- 2004: Die Expertenkommission – Regie: Helga Siegle
- 2005: Die Flamme seines Lebens – Regie: Susanne Hinkelbein
- 2005: Die große Kehrwoch – Regie: Helga Siegle
- 2007: Wasserleichen – Regie: Susanne Hinkelbein
- 2008: Die schwäbische Sphinx – Regie: Susanne Hinkelbein
- 2009: Die Guck – Regie: Susanne Hinkelbein
- 2010: Das Geisterhaus (2. und 5. Teil) – Regie: Walter Adler
- 2014: Unsere Wege trennen sich – Regie: Susanne Hinkelbein